# Vellore Institute of Technology

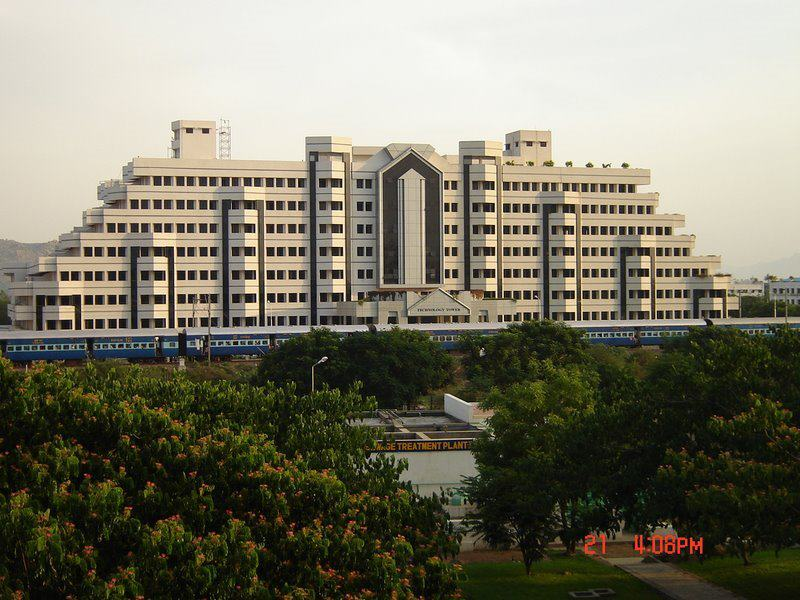
L'edificio del Vellore Institute of Technology

Vellore Institute of Technology, nota anche con l'acronimo VIT, è un'università sita nella città indiana di Katpadi.

## Storia
L'università è stata fondata da G. Viswanathan nel 1984. Dalla sua fondazione, l'istituto universitario è cresciuto di prestigio, in ambito nazionale, divenendo l'università che vanta il maggior numero di pubblicazioni nel Paese dal 2016 al 2019. Nel 2020, si è posizionata al 801º posto del Times Higher Education World University Rankings.